# كلود بيكر
كلود بيكر (بالإنجليزية: Claude Baker)‏ هو ملحن أمريكي، ولد في 12 أبريل 1948 في لينوير في الولايات المتحدة.

## وصلات خارجية
- كلود بيكر على موقع ميوزك برينز (الإنجليزية)
- كلود بيكر على موقع ديسكوغز (الإنجليزية)